# Jonas Geissler
Jonas Alexander Tecumseh Geissler (* 5. Juni 1984 in Isny im Allgäu) ist ein bayerischer Politiker (CSU). Er ist seit der Bundestagswahl 2021 Mitglied des Deutschen Bundestages und vertritt als direkt gewählter Abgeordneter den Bundestagswahlkreis Coburg.

## Leben
Jonas Geissler wurde in Isny im Allgäu geboren und wuchs in Kronach auf, wo er noch heute lebt. Im Jahr 2003 machte er sein Abitur am dortigen Kaspar-Zeuß-Gymnasium. Von 2003 bis 2009 studierte er Politikwissenschaft, Geschichte und Internationale Beziehungen in Erlangen und Budapest. Parallel dazu arbeitete er von 2004 bis 2007 als Wahlkreismitarbeiter des bayerischen Landtagsabgeordneten und Umweltministers Werner Schnappauf. Anschließend promovierte er am Lehrstuhl für Bayerische und Fränkische Landesgeschichte der Universität Erlangen. Während seines Studiums erhielt er eine Förderung durch die Hanns-Seidel-Stiftung.
Ab 2014 arbeitete er als Büroleiter des Landtagsbüros von Hans Reichhart, ehe er 2018 Regierungsrat im Bayerischen Staatsministerium für Wohnen, Bau und Verkehr wurde.

## Politische Laufbahn

### Parteipolitisches Engagement
Seit seinem sechzehnten Lebensjahr ist Geissler politisch in CSU, Junger Union und Schülerunion aktiv. Unter anderem war er von 2003 bis 2004 Bezirksvorsitzender der Schülerunion, von 2006 bis 2011 Kreisvorsitzender und von 2010 bis Mitte 2021 Bezirksvorsitzender der Jungen Union. Seit 2009 ist er Mitglied im CSU-Bezirksvorstand und seit 2019 stellvertretender CSU-Kreisvorsitzender. Zudem ist er seit 2014 Fraktionsvorsitzender der CSU-Stadtratsfraktion in Kronach.
Im Jahr 2008 wurde Geissler erstmals in den Stadtrat von Kronach gewählt, 2014 und 2020 wurde er jeweils wiedergewählt. Zudem war er von 2008 bis 2014 und ist seit 2017 wieder Mitglied des Kreistages des Landkreises Kronach.

### Bundestagsmandat
Im Mai 2021 wurde Geissler von der örtlichen CSU als Direktkandidat im Wahlkreis Coburg für die Bundestagswahl 2021 nominiert. Bei der Bundestagswahl erreichte er 36,2 Prozent der Erststimmen und wurde damit direkt in den Deutschen Bundestag gewählt. Er folgte dort auf Hans Michelbach nach, der nicht wieder zur Wahl angetreten war. Im 20. Deutschen Bundestag war Geissler Mitglied im Verkehrsausschuss sowie im Ausschuss für Menschenrechte und humanitäre Hilfe. Zudem war er Kuratoriumsmitglied der Stiftung Haus der Geschichte.
Bei der Bundestagswahl 2025 konnte Geissler mit 41,9 Prozent der Erststimmen im Bundestagswahlkreis Coburg sein Direktmandat verteidigen. Im 21. Deutschen Bundestag ist er Obmann der CDU/CSU-Fraktion im Ausschuss für Menschenrechte und humanitäre Hilfe. Zusätzlich wirkt er als ordentliches Mitglied im Verkehrsausschuss mit.